# Miles Franklin
Miles Franklin właściwie Stella Maria Sarah Miles Franklin (ur. 14 października 1879 w Talbingo, Nowa Południowa Walia, zm. 19 września 1954 w Drummoyne, Nowa Południowa Walia) – australijska pisarka i feministka najbardziej znana z autobiograficznej powieści My Brilliant Career (pl. Moja błyskotliwa kariera) wydanej w 1901 roku.

## Życiorys

### Wczesne lata
Najstarsze dziecko Maurice John Franklin, i Margaret Susannah Helena, z d. Lampe. Kształciła się w domu, a po 1889 r. w Thornford Public School w Stillwater, gdzie się przeprowadzili na małe gospodarstwo w pobliżu Goulburn. Pierwszą dekadę życia Stella przedstawia w autobiograficznej książce Childhood at Brindabella: my first ten years (1963). Około 1902 roku rodzina zajęła się gospodarką w Cranebrook, w pobliżu Penrith, a 1915 r. zrezygnowała z ziemi i osiedliła się w Sydney w dzielnicy Carlton. Związane z tym trudne warunki życia wzmogły dumę i samoświadomość Stelli i wykształciły Miles Franklin – nacjonalistkę, feministkę i powieściopisarkę.
Ukończona w 1899 książka My Brilliant Career (opubl. 1901 r.) przyniosła jej natychmiastową sławę. Niejasności związane z publikacją szybko wywarły na innych wrażenie niezaradnej 22-letniej kobiety. Stella skierowała się w kierunku literackiej niszy, chroniąc się przy Rose Scott, która wprowadziła ją do wyszukanych feministycznych środowisk. W latach 1903–1904, pod pseudonimem „Sarah Frankling”, pracowała jako służba domowa w Sydney i Melbourne poszukując materiałów literackich. W Melbourne poznała Josepha Furphy, trwałą inspirację, Kate Baker i Goldstein, która zachęcała ją do nauki chrześcijańskiej i bardziej skutecznie, do emigracji.

### Emigracja
7 kwietnia 1906 roku Franklin zaokrętowała się na statku Ventura do Stanów Zjednoczonych Ameryki, zamierzając pracować jako "Mary Ann". Publikuje jeden z trzech rękopisów pisanych od 1901 roku, Some Everyday Folk and Dawn (1909). W latach 1906–1915 przebywała w Chicago. Skierowana do Hull House Jane Addams, została przyjęta przez Australijki Alice Henry i Margaret Dreier Robins, przewodniczącą National Women's Trade Union League of America, która w październiku 1907 zaproponowała jej stanowisko osobistej sekretarki.
Franklin przybywało wciąż nowych obowiązków: w roku 1908 była nieoficjalnie sekretarzem ligi, od 1910 sekretarzem, w 1912 roku nieoficjalnie zastępcą redaktora Alice Henry w miesięczniku Life and Labor, w latach 1913–1914 współredaktorem i w 1915 redaktorem. W wolnym czasie brała lekcje gry na fortepianie i śpiewu. Przeżycia tych dynamicznych lat na Dearborn Street w Chicago można zauważyć w jej mało znanym romansie The Net of Circumstance, opublikowanym w Londynie w 1915 roku pod pseudonimem "Mr and Mrs Ogniblat L'Artsau". Krótko po wizycie w Anglii i Francji w 1911 r. jej zdrowie zaczęło coraz bardziej podupadać. Mimo tego zdwoiła swoje literackie i polityczne działania.
Ogłoszenie I wojny światowej w Europie skrystalizowało poglądy Franklin: odrzuciła instytucję małżeństwa, które uważała za "króliczą" pracę i zirytowana amerykańskim szowinizmem, utwierdziła się w swoim nacjonalizmie. W związku z narastaniem ideologicznych i osobistych konfliktów wewnątrz ligi, 30 października 1915 roku popłynęła do Anglii. Pracowała w żłobku Margaret McMillan w Deptford i jako kucharz w Minerva Café w High Holborn, w międzyczasie bezskutecznie negocjowała pod męskim pseudonimem z wydawcami lub zajmowała się dziennikarstwem. W czerwcu 1917 roku przyłączyła się jako wolontariusz do pracy w American Unit of the Scottish Women's Hospitals for Foreign Service stacjonującej w Ostrovo w Macedonii, dowodzonej przez dr Agnes Elizabeth Lloyd Bennett i dr Mary Clementina De Garis. Wyczerpana i chora wróciła do Londynu w lutym 1918. Pozostała w Londynie jeszcze osiem lat, odwiedzając w 1919 i 1926 Irlandię oraz na przełomie 1923–1924 Australię. Od 1919 była zatrudniona jako sekretarka w National Housing and Town Planning Council w Bloomsbury. Miała wiele zgromadzonych rękopisów, jednak zły stan zdrowia oraz odnowione australijskie kontakty i nowe przyjaźnie z Mary Eliza Fullerton i P. S. Watson, ponownie uporządkowały jej literackie priorytety. Jej powrót do korzeni symbolizuje ukończenie Prelude to Waking w grudniu 1925 roku (opublikowany 1950 r).

### Powrót do Australii
W 1927 pod naciskiem rodziny i stanu zdrowia powróciła do domu. Między 1928 a 1931, opublikowała trzy z dziewięciu planowanych części sagi pod pseudonimem „Brent of Bin Bin”. Niezadowolona z australijskiego życia literackiego pod koniec 1930 roku, oraz w poszukiwaniu wydawców, Franklin wyjechała do Londynu. W 1931 zmarł jej ojciec (co wiązało się ze znacznym stopnieniem jej finansów). W tym samym roku pojawiła się pod jej własnym nazwiskiem (pierwszy raz od 1909) książka Old Blastus of Bandicoot. W 1932 ponownie przyjechała do Australii. W 1933 roku opublikowała Bring the Monkey i ukończyła sześć powieści pod pseudonimem "Brent of Bin Bin", a także All that Swagger, która w 1936 zdobyła S. H. Prior Memorial Prize.
Franklin dużo pracowała, poświęciła się całkowicie pracy intelektualnej i australijskiej literaturze za co otrzymała 1935 r. King George V's Silver Jubilee medal. Obejmując dwa literackie pokolenia, umocniona amerykańskimi doświadczeniami i życzliwością kobiet pisarek, aktywnie włączyła się do życia literackiego. W 1933 została członkiem Fellowship of Australian Writers a w 1935 PEN Club w Sydney.
Pierwszy entuzjazm przygasł wraz z upadkiem projektów wydawniczych Percy'ego Reginalda Stephensena. Franklin zaczęła promować własne idee: poezję Mary Fullerton, Lawsona, wznowienie Joseph Furphy: the legend of a man and his book (1944) we współpracy z Kate Baker (wcześniejszy esej o Furphy zdobył w 1939 nagrodę Prior Memorial). Roztaczała opiekę nad obiecującymi młodymi pisarzami, jak Jean Devanny, Sumner Locke Elliott, Ian Mudie, David Martin i Ric Throssell. Wspierała nowe czasopisma literackie Meanjin i Southerly, the United Association of Women oraz różne programy kształtowania australijskich pisarzy, w tym wykłady Commonwealth Literary Fund. Jej wkład w historię literatury australijskiej i uznanie jakim się cieszyła zaowocowały wykładami wygłoszonymi na University of Western Australia (1950), wydanymi pośmiertnie jako Laughter, Not for a Cage (1956).
Czas II wojny światowej zajmują jej nagrania dla wojska, pomoc dla Związku Radzieckiego i publikacja zaległych rękopisów. Miles Franklin otwarcie obawiała się śmierci. Zmarła na chorobę wieńcową 19 września 1954 w szpitalu w Drummoyne. Została skremowana w anglikańskim obrządku a jej prochy rozsypano na Jounama Creek, Talbingo. Spadek, szacowany na 8922£, przeznaczyła na australijską nagrodę literacką. Jej wizja przetrwała w postaci dorocznej australijskiej nagrody literackiej (pierwszy nagrodę zdobył Patrick White za „Voss” w 1957), w jej opublikowanych pracach, międzynarodowym ekranowym sukcesie My Brilliant Career, oraz w jej obszernych referatach.

## Wybrane dzieła

### Powieści
- My Brilliant Career (William Blackwood, 1901)
- Some Everyday Folk and Dawn (W. Blackwood, 1909, Edinburgh)
- The Net of Circumstance (London, 1915)
- Old Blastus of Bandicoot (1931)
- Bring the monkey: a light novel (Endeavour Press, 1933)
- Joseph Furphy: the legend of a man and his book (Angus and Robertson ltd., 1944)
- My career goes bung: purporting to be the autobiography of Sybylla Penelope Melvyn (Georgian house, 1946)
- All that swagger (Angus and Robertson, 1947)
- Prelude to waking: a novel in the first person and parentheses (Angus and Robertson, 1950)
- Childhood at Brindabella: my first ten years (Angus and Robertson, Sydney, 1963)

### Pod pseudonimem "Brent of Bin Bin"
- Up the Country (1928)
- Ten Creeks Run (1930)
- Back to Bool Bool (1931)
- Prelude to Waking (1950)
- Cockatoos (1955)
- Gentleman at Gyang Gyang (1956)